# Мартинес, Филипп
Филипп Мартинес (фр. Philippe Martinez; 1 апреля 1961, Сюрен) — деятель французского профсоюзного движения, генеральный секретарь Всеобщей конфедерации труда Франции (2015—2023).

## Биография
Родился 1 апреля 1961 года в западном пригороде Парижа Сюрене в семье испанских иммигрантов (его мать — испанка, отец — французский коммунист, во время Гражданской войны в Испании 1936—1939 годов сражался в интербригадах с франкистами, а в период оккупации Франции 1940—1944 годов участвовал в движении Сопротивления).
В 1982 году начал работать на предприятиях Renault, в 1984 году вступил во Всеобщую конфедерацию труда Франции, в 2008 году возглавил Федерацию трудящихся металлургии, четвёртый по численности профсоюз в составе ВКТ (60 тысяч членов). Состоял во Французской коммунистической партии, но в 2002 году вышел из неё без объяснения причин.
3 февраля 2015 года Национальный конфедеративный комитет профобъединения подавляющим большинством голосов (93,4 %) избрал Мартинеса генеральным секретарём ВКТ (первая попытка избрания состоялась 13 января того же года после отставки предыдущего генсека Тьери Лепо, но завершилась поражением). В апреле 2016 года был утверждён в этой должности на съезде в Марселе. Заявленные Мартинесом жёсткие меры борьбы за права рабочих привели уже в мае 2016 года к появлению в газете «Le Figaro» статьи о нём под названием «Philippe Martinez, l’homme qui veut mettre la France à genoux» (Филипп Мартинес: человек, который хочет поставить Францию на колени) с обвинениями в левой радикализации ВКТ, разрыве отношений с Французской демократической конфедерацией труда и в отказе от курса на социальный диалог, проводившийся предшественниками Мартинеса — Лепо и Луи Вьянне.
31 марта 2023 года на съезде в Клермон-Ферране новым лидером ВКТ избрана Софи Бине.